# フェルモ県

フェルモ県
Provincia di Fermo

フェルモ県（フェルモけん、イタリア語: Provincia di Fermo）は、イタリア共和国マルケ州に属する県の一つ。県都はフェルモ。

## 地理

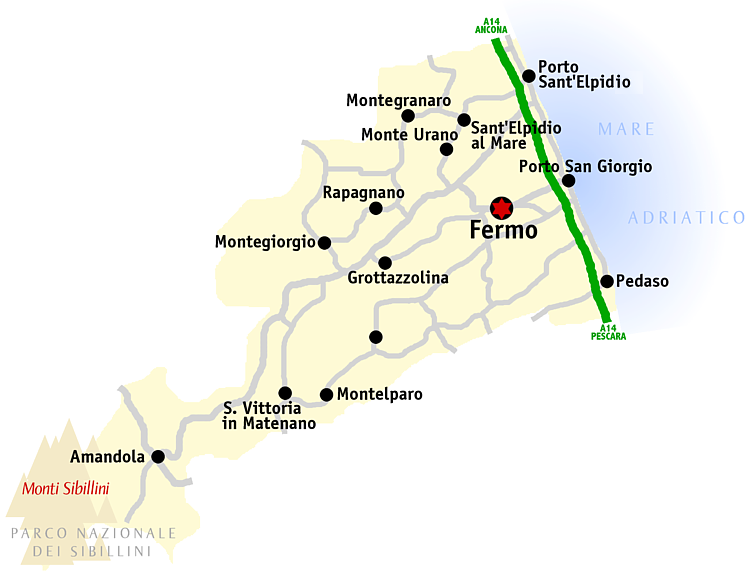
フェルモ県概略図

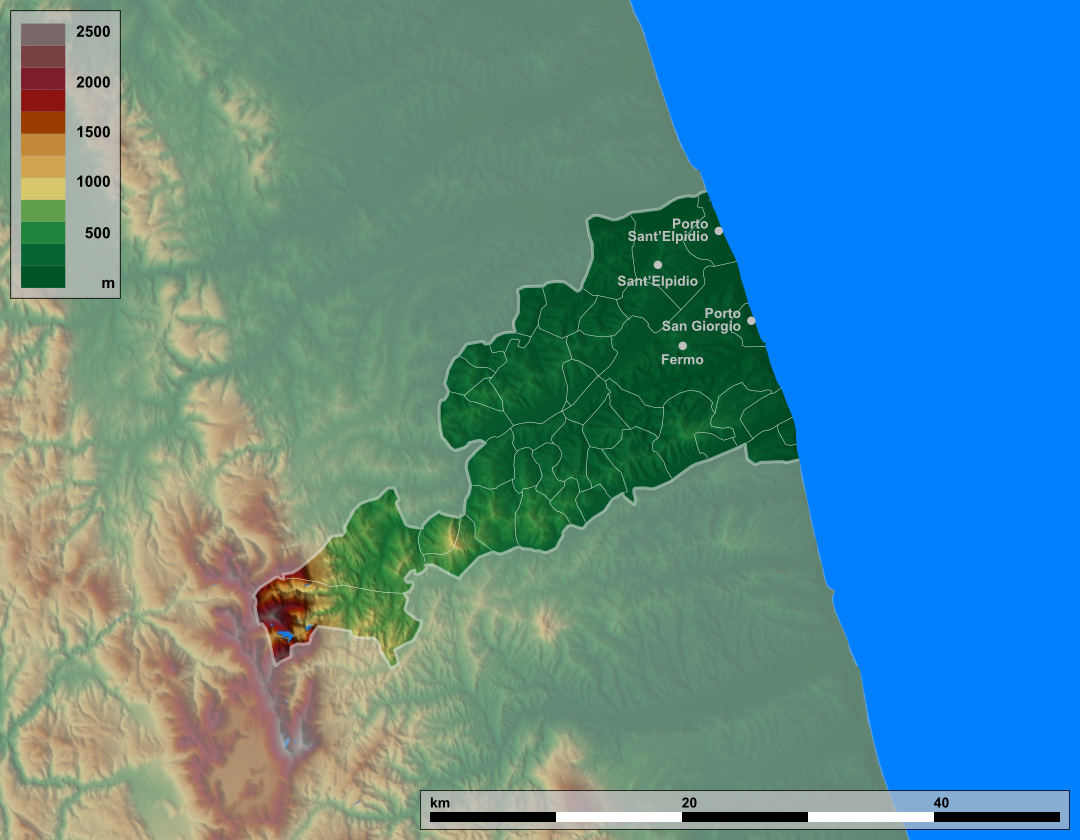
フェルモ県地勢図

### 位置・広がり
マルケ州南部に位置する県である。県域は東西に長く、東はアドリア海に面する。県都フェルモは、マチェラータから南東へ27km、アスコリ・ピチェーノから北北東へ36km、州都アンコーナから南南東へ53kmの距離にある。
隣接する県は以下の通り。
| - マチェラータ県 - 北 - アスコリ・ピチェーノ県 - 南 |

## 歴史
2004年、法律によりフェルモ県が設置された。フェルモ県の設置は、2004年5月12日にイタリア議会上院の承認を得た後、6月11日の閣議を経て同日チャンピ大統領が署名し、法律第147号として成立。6月15日に官報で公布された（法律の原文は外部リンク参照）。県の面積は、860.42 km2、総人口は約171,000人で、分割前のアスコリ・ピチェーノ県の面積で約40%、人口数で約45%に相当する。
2009年6月、初代県知事および県議会議員選挙が行われ、地方自治体として発足した。

## 行政区画

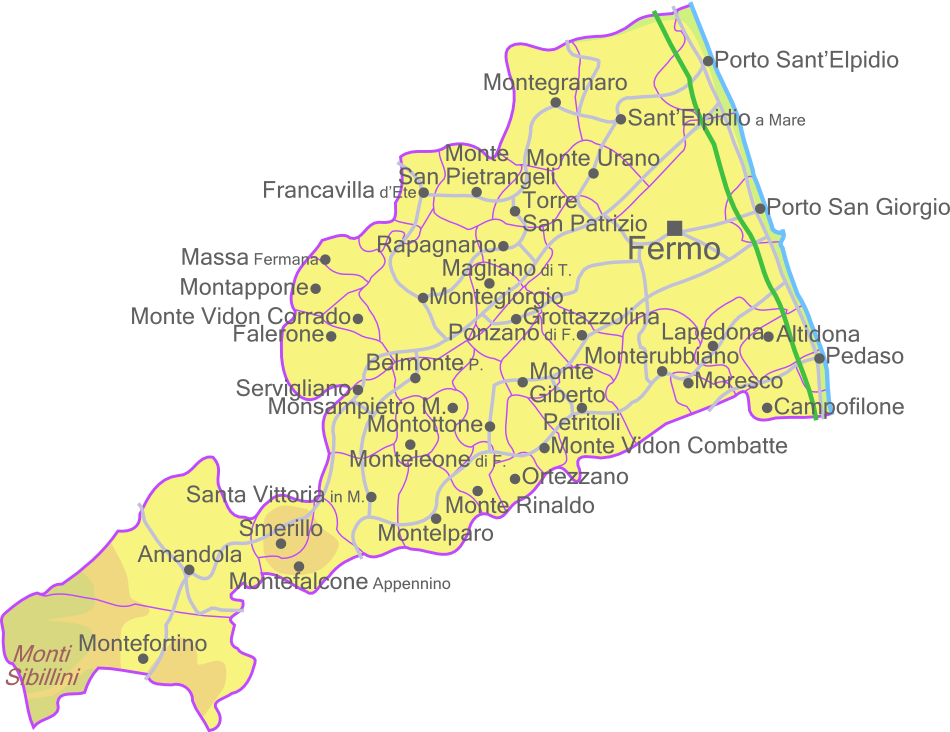
フェルモ県のコムーネ

フェルモ県には40のコムーネが属する。主要なコムーネ（人口5,000人以上）は下表の通り。左端の数字はISTATコードを示す。人口は2024年1月1日現在。
| コード | 自治体名                       | 人口   |
| ------ | ------------------------------ | ------ |
| 109006 | フェルモ                       | 35,913 |
| 109034 | ポルト・サンテルピーディオ     | 25,765 |
| 109037 | サンテルピーディオ・ア・マーレ | 16,543 |
| 109033 | ポルト・サン・ジョルジョ       | 15,625 |
| 109018 | モンテグラナーロ               | 12,515 |
| 109024 | モンテ・ウラーノ               | 7,854  |
| 109017 | モンテジョルジョ               | 6,364  |

## 交通

### 主要な道路
高速道路（アウトストラーダ）
- アウトストラーダ A14
  - 〔ボローニャ - アンコーナ〕 - ポルト・サンテルピーディオ - ポルト・サン・ジョルジョ - 〔サン・ベネデット・デル・トロント - バーリ - ターラント〕

国道
- SS16 (it:Strada statale 16 Adriatica) 
〔パドヴァ - アンコーナ〕 - ポルト・サンテルピーディオ - ポルト・サン・ジョルジョ - 〔サン・ベネデット・デル・トロント - バーリ - オトラント〕

### 主要な鉄道
おおむね北および西を優先し、通過点もしくはその近傍の地名を示す。
- アドリアティカ線 (it:Ferrovia Adriatica) 
  - 〔アンコーナ - チヴィタノーヴァ・マルケ〕 - ポルト・サンテルピーディオ - ポルト・サン・ジョルジョ - 〔サン・ベネデット・デル・トロント - バーリ - レッチェ〕